# 玩命遊戲
《玩命遊戲》是峰倉和也的日本漫畫作品。起初在季刊誌「Stencil」上連載（1999年春號－2000年春號），後來因為休刊而轉到上。隔月連載をするが2002年1月號最後連載。
2003年<BUS GAMER THE PILOT EDITION>出版於一賽舍；2004年DRAMA CD在《Comic ZERO-SUM》上宣傳。CD中，主要人物的出生年有所改變；至2006年在一迅社的Comic REX重新連載。
2008年4月改編成電視動畫。

## 故事大綱
在黑暗世界中，有一個由三人組成的3對3的賭局『商業遊戲』。
故事的主角：AAA隊，由三個年輕人美柴、中條、齊藤所組成。
生活環境與價值觀不同，互不信任的衝突，預告著三人組合的合作將會引致各式各樣狀況。
這三人的共同特點，就是需要大筆金錢。
在巨額獎金下，故事開始。

## 登場人物
美柴鴇（聲：鈴村健一）
- 設計系專科生。
- 合氣道道場長大、多項的格鬥技能都有段數。
- 外表細小，並且苗條。對身材矮小一事秘密地有自卑感。
- 沉默寡言，像在思考一樣毫無表情，有時候可能是在發呆。
- 對愛管閒事的人，會想理會對方。
- 容易感到肚子餓。
- 目前一個人住在東京、家人全部不知去向。
- 只對「鹬（シギ）」這個雙胞胎弟弟的存在與否有感覺。
- 最愛吃鮭魚，對於鮭魚飯團稍微感到高興。（依然毫無表情）
- 現在的工作：在酒吧中打工。

中條伸人（聲：諏訪部順一）
- 醫學部大學生。
- 身材高，並且健碩，有自信也很酷，是好男人。
- 眼睛被瀏海掩蓋。
- 一個人生活在公寓，經常有女人的蹤影......（而且每次是不同女人）。
- 現實主義者。
- 在AAA中年紀最大，是AAA的領導人。
- 強大，適應打架，與其說在格鬥不如說是使用暴力。
- 最愛酒和煙，抽的煙是紅盒CABIN。
- 現在的工作：日本象棋教室的講師、警衛、體力勞動派。

齊藤一雄（聲：高橋廣樹）
- 高中生。
- 是普通少年，年幼的時因車禍失去親生父母，六歲時成為齊藤家養子。家中經營電器店。
- 身材高大，但是如果直接說，是健康的笨蛋。
- 對拘謹感到不自然，容易對身邊的人產生感情，令人感覺微妙。
- 想要和中條及美柴強行成為朋友，不畏懼什麼麻煩。
- 是很會叫的大型犬。
- 對於打架不在行，但是記憶力和閱讀能力不錯，擅長機械相關。
- 愛好是TV GAME。愛吃漢堡牛肉餅和意大利麵。
- 現在的工作：學生，秘密當便利店店員。

其他角色
- 桐生 聲：宮林康
- 一之宮惠子：根谷美智子

## 出版書籍
BUS GAMER 1
- 史克威爾艾尼克斯發行。收錄第1話 - 第8話。現已絕版。（未代理）

1. 2001年8月發售、ISBN 4-7575-0503-5

玩命遊戲（BUS GAMER THE PILOT EDITION）
- 一迅社發行。包含上記未收錄的第9話 - 第11話、新連載全話收錄。

| 冊數 | 一賽舍        | 一賽舍             | 長鴻出版社    | 長鴻出版社        |
| 冊數 | 發售日期      | ISBN               | 發售日期      | EAN               |
| ---- | ------------- | ------------------ | ------------- | ----------------- |
| 全   | 2003年7月25日 | ISBN 4-7580-5042-2 | 2004年4月27日 | EAN 4710765182748 |

BUS GAMER ~ 三次元遊戲 ~（BUS GAMER ビズ ゲーマー）
- 一迅社發行。於「Comic Rex」上連載。單行本1卷待續。（第1卷收錄第1話-第9話）

| 冊數 | 一迅社       | 一迅社                 | 長鴻出版社    | 長鴻出版社        |
| 冊數 | 發售日期     | ISBN                   | 發售日期      | EAN               |
| ---- | ------------ | ---------------------- | ------------- | ----------------- |
| 1    | 2008年3月8日 | ISBN 978-4-7580-6088-2 | 2010年7月30日 | EAN 4713469353650 |

## 電視動畫
2008年3月起由獨立UHF系動畫化。全3話（為UHF動畫當中最少集數的作品）。
將新連載版與舊連載版組合起來改編而成。

### 製作團隊
- 原作 - 峰倉和也
- 監督 - 葛谷直行
- 系列構成 - 代代木一
- 人物設計 - 一川孝久
- 総作画監督 - 原田峰文
- 美術監督 - 平牟禮好空
- 色彩設計 - 伊藤さき子
- 撮影監督 - 阿部照男
- 編集 - 瀨山武司
- 音響監督 - 龜山俊樹
- 音樂 - 長嶌寛幸（Anpro）
- 製作人 - 野村美加、大森啓幸、岡村武真
- 動畫製作 - Anpro
- 製作 - BUS GAMER 製作委員會

### 主題曲
片頭曲「NO NAME」
作詞 - 峰倉和也 / 作曲 - 矢島秀治 / 編曲 - 増渕東
歌 - TEAM『AAA（No Name）』（美柴鴇（鈴村健一）、中條伸人（諏訪部順一）、齊藤一雄（高橋廣樹）
片尾曲「Train」
作詞 - 峰倉和也 / 作曲 - 新川成貴 / 編曲 - 齊藤光浩
歌 - 美柴鴇（鈴村健一）、中条伸人（諏訪部順一）、齊藤一雄（高橋廣樹）

### 各話列表
| 話數 | 標題 | 腳本     | 分鏡     | 演出       | 作畫監督                     |
| ---- | ---- | -------- | -------- | ---------- | ---------------------------- |
| 1    |      | 代代木一 | 葛谷直行 | 開祐二     | 桜井木之実 水川弘理          |
| 2    |      | 代代木一 | 葛谷直行 | 泰義人     | 高橋信也 桜井木之実 土橋昭人 |
| 3    |      | 代代木一 | 葛谷直行 | 山内東生雄 | 水川弘理 土橋昭人 朱炫祐     |

### 播放電視台
| 播放地區   | 播放電視台   | 播放日期                | 播放時間             | 聯播網         | 備註   |
| ---------- | ------------ | ----------------------- | -------------------- | -------------- | ------ |
| 京都府     | KBS京都      | 2008年3月14日 - 3月28日 | 星期五 26:30 - 27:00 | 獨立UHF局      |        |
| 神奈川縣   | 神奈川電視台 | 2008年3月15日 - 3月29日 | 星期六 25:30 - 26:00 | 獨立UHF局      |        |
| 埼玉縣     | 埼玉電視台   | 2008年3月17日 - 3月31日 | 星期一 25:30 - 26:00 | 獨立UHF局      |        |
| 千葉縣     | 千葉電視台   | 2008年3月17日 - 3月31日 | 星期一 26:10 - 26:40 | 獨立UHF局      |        |
| 兵庫縣     | SUN電視台    | 2008年3月17日 - 3月31日 | 星期一 26:10 - 26:40 | 獨立UHF局      |        |
| 中京廣域圈 | 名古屋電視台 | 2008年3月21日 - 4月4日  | 星期五 27:15 - 27:45 | 朝日電視台系列 |        |
| 日本全域   | AT-X         | 2008年4月18日 - 5月2日  | 星期五 9:00 - 9:30   | CS頻道         | 有重播 |

## 外部連結
- （日語）電視動畫版官方網站 （页面存档备份，存于）
- （日語）峰倉和也官方網站 （页面存档备份，存于）